# Magyar szólástár
A Magyar szólástár 2003-ban megjelent könyv, amely 9452 szólást, 542 közmondást és 2098 helyzetmondatot tartalmaz. A magyar nyelv irodalmi, népies vagy ma már kissé régies, de még közérthető fordulatain, szokásmondásain kívül legnagyobb számmal a mai köznyelvre jellemző állandósult szókapcsolatok szerepelnek benne, de nem maradtak ki a diáknyelv szlenges kifejezései sem.

## A szótár szócikkeinek szerkezete
Címszavak: Az azonos alakú címszavakat arab számmal választják el egymástól. A címszó alakváltozatai szögletes zárójelben állnak. A címszavak ábécérendben követik egymást.
A frazémák szótári alakja: Magát a frazémát az általános szótárírási gyakorlatnak megfelelően általában a lehető legsemlegesebb alakban adja meg. Az ige hacsak nem rögzült más alakban, mindig egyes szám harmadik személyben szerepel. A kifejezésen belül kerek zárójelbe kerülnek a kifejezésbe beilleszthető, de tetszés szerint el is hagyható elemek. Megadja a szókapcsolatok, illetve a bennük szereplő igék vonzatát. A kifejezés után következik annak minél pontosabb, a használatára vonatkozó, értékelő mozzanatokat is tartalmazó metanyelvi értelmezése, jelentésmagyarázata. Ha egy-egy kifejezésnek több jelentése is van ezeket a); b); c) jelöléssel különíti el.

## A szótár jellege
A Magyar szólástár az alábbi szempontok előtérbe helyezésével kívánja hatékonyan segíteni a magyar nyelv tudatos és igényes használatára törekvő anyanyelvű vagy magyarul tanuló olvasót
- A mai magyar köznyelvben használatos leggyakoribb frazématípusok (szólások, helyzetmondatok és közmondások) minél nagyobb számban való összegyűjtése.
- Az összegyűjtött frazémák időbeli, regionális, csoportnyelvi és stiláris minősítése
- A frazémák használati lehetőségeinek részletes leírása (különös tekintettel az utóbbi évtizedekben létrejött jelentésváltozásokra, jelentésbővülésekre vagy az éppen kialakulóban lévő új jelentésekre)
- A frazémák aktív használatát elősegítő, hatékony fogalmi mutató kidolgozás azok számára, akik egy-egy (ismeretlen vagy alkotóelemeiben csak megközelítőleg ismert) fordulatot (esetleg annak további szinonímáit) nem a bennük előforduló egyedi szavak, hanem a sokkal általánosabb, a mindenki által könnyebben megalkotható fogalomkörök alapján kívánnak megtalálni.

A szólások magyarázata mellett megadja azok időbeli (régies, ritka), regionális (népies), csoportnyelvi (szleng) és stiláris (pl. bizalmas, gúnyos, tréfás, választékos, vulgáris) minősítését, használati körét is.
Listája válogatást ad a szótári definícióval nehezen ellátható, frazeológiai értékű ragadványnevekből (pl. a legnagyobb magyar 'Széchenyi István').
A fogalomköri mutató a szólások, helyzetmondatok és közmondások aktív használatát segíti elő azok számára, akik egy-egy fordulatot nem a bennük előforduló egyedi szavak, hanem a sokkal általánosabb fogalomkörök (pl. BUTA, BUTASÁG) alapján kívánnak megtalálni.
A szómutató felsorolja a szókapcsolatokat azok minden fontosabb szavánál. Itt a szótárhasználó csokorba gyűjtve, együtt látja azokat a szókapcsolatokat, amelyekben egy adott szó szerepel.

## Külső hivatkozás
A könyv a kiadó honlapján